# Bill Wyman
 Der er for få eller ingen kildehenvisninger i denne artikel, hvilket er et problem. Du kan hjælpe ved at angive troværdige kilder til de påstande, som fremføres i artiklen.

William George Perks, bedre kendt som Bill Wyman (født 24. oktober 1936), er en engelsk musiker, der var bassist i det engelske rock ’n’ roll band The Rolling Stones fra kort efter dens grundlæggelse i 1962 og indtil sin afgang i 1993. 

## Begyndelse
William George Perks blev født på Lewisham hospital, Lewisham, Sydlondon. Han er søn af en murer, William, og dennes kone, Kathleen. De første barndomsår blev tilbragt i byen Penge, og derefter flyttede hele familie på landet i Kent. 
Han gik på Beckenham and Penge Grammer School fra 1947 til 1953, hvor han forlod skolen før eksamen fordi hans far havde fundet et job til ham hos en bookmaker, og insisterede på at han tog det.

## Musikken
Wyman fik klaverundervisning, fra han var 10 til 13 år. Efter hans første ægteskab købte han en guitar, men han var ikke tilfreds med sin egen præsentation. Efter at have hørt en bas til en Barron Knights-koncert, forelskede han sig i baslyden og begyndte at lære at spille den. Han spillede første gang sammen med det lokale band The Cliftens. Det var også i den periode, at han begyndte at kalde sig for Bill Wyman. Han brugte efternavnet på en af sine venner, som han havde haft værnepligt i Royal Air Force sammen med.
Da trommeslageren Tony Chapman fortalte Bill om det nye band The Rolling Stones, der stod og manglede en bassist, søgte han jobbet og blev officielt ansat i december 1962 som efterfølger til medgrundlæggeren Dick Taylor.
Wymans arbejde sammen med The Rolling Stones, både i studiet og til koncerter, indebar næsten ingen sang. En bemærkelsesværdig undtagelse var dog sangen "In Another Land", hvor det var Wyman, der sang, der både blev udgivet på albummet Their Satanic Majesties Request og som single. En anden sang, Wyman skrev, var "Downtown Suzie" blev udgivet af deres forhenværende manager Allen Klein, uden at informere hverken Bill eller resten af bandet om det.
I 1970'erne og de tidlige 1980'ere udgav han tre soloalbums, men ingen af dem blev særlige succesfulde. Det sidste i 1982 gav ham dog et hit i Europa med singlen "(Si Si) Je Suis Un Rock Star".<
I slutningen af 1980'erne komponerede Wyman også musik til to film af den italienske filminstruktør Dario Argento. Det var til filmene Phenomena fra 1985 og Terror At The Opera fra 1987. 
Wyman førte en detaljeret dagbog om sine dage med The Rolling Stones. Han brugte denne bog flittigt, da han skrev sin historie om The Rolling Stones, Rolling With The Stones, og sin egen selvbiografi Stone Alone.
Bill Wyman havde et stærkt venskab med guitaristen Mick Taylor, den første, der frivilligt forlod The Stones. Han forsatte med at arbejde sammen med Taylor på sine soloprojekter, efter at denne havde forladt bandet. 
Sammen med Charlie Watts førte Wyman et stille liv i modsætning til Jagger og Richards.[kilde mangler] Selvom hans personlige liv nogle gange var stormfuldt, og hans seksuelle forhold til den 14-årige Mandy Smith blev forsidestof, kom han igennem tiden som medlem af The Stones relativt smertefrit.[kilde mangler]
I 1980'erne voksede afstanden mellem de andre bandmedlemmer og Wyman af mange forskellige grunde, særligt Mandy Smidt-affæren. Efter sit bidrag på albummet Steel Wheels i 1989 besluttede han sig for at han havde fået nok, men brugte alligevel et par år til for at være helt sikker. 
Da han forlod bandet, beklagede The Stones hans afgang, men virkede ikke svækket af den.
I stedet for at vælge en permanent bassist brugte The Stones forskellige til deres indspilninger og koncerter. Den første bassist de brugte Darryl Jones, efterlod dog det stærkeste indtryk. 
Wyman forsatte med at tage på tour med sit eget band, The Rhythm Kings, hvor der var musiker som Martin Taylor, Albert Lee, Gary Brooker, Terry Taylor – tidligere sammen med Tucky Buzzard, Mike Sanchez og Georgie Fame.
Efter sin halvfjerdsenstyvende fødselsdag i oktober 2006, tog han på endnu en tour i England.

## Musik instrumenter
Wyman er en musiker, der har lært sig selv at spille på mange forskellige instrumenter her i blandt elbas autoharpe, guitar, vibrafon, klokkespil, klaver, orgel, synthesizer, Percussion og cello. Han dannede desuden kor.

## Privatliv
Bill Wyman giftede sig for første gang med Diane Cory i oktober 1959. Sammen fik de sønnen Stephen den 29. marts 1962. I december 1966 møder Bill Astrid Lundstrom, som han indleder et forhold til. Bill blev skilt i 1969 fra sin kone Diana. Forholdet med Astrid varer til 1979 .
I 1984 mødte han for første gang den 13-årige Mandy Smith, som han indledte et forhold med. De datede i hemmelighed i ca. 3 år, hvorefter han slår op med hende på hendes 16-års fødselsdag den 17 juli 1986. I 1989 mødte Wyman den nu 18-årige Mandy, og de besluttede at prøve igen. Den 2. juni 1989 giftede de sig under en privat ceremoni i Suffolk, England. Tre dage efter holdt de et rigtigt kirkebryllup. Ægteskabet holde dog ikke så længe. Den 22. november 1990 annoncerede Bill, at de skulle skilles.
I 1992 mødte han sin tidligere kæreste Suzanne Accosta, som han friede til. De blev   gift den 21 april 1993. De har sammen tre børn. Deres første barn bliver datteren Katharine Noelle født den 4 september 1994 . Deres andet barn, datteren Jessica Rose, blev født i november 1995 . Deres tredje datter bliver født den 27 april 1998, og får navnet Mathilda Mae .

## Udenfor musikken
På afstand af The Rolling Stones begyndte Bill på nogle af sine mange andre interesser, blandt andet åbningen af den succesfulde cafe Sticky Fingers Cafe i 1989. 
Den tidligere manager Andrew Loog Oldham indrømmede at af alle The Stones, Wyman er den der har det bedst med sig selv, og Wyman forsætter med at bevise dette ved at føre et selvstændigt liv selv efter 30 år sammen med bandet. 
Han er også en lidenskabelig amatør arkæolog, og har gået så langt som til at få udgivet et brev i The Times, om hans hobby den 2 marts 2007. Der er også lavet en metaldetektor, der bærer hans navn. 
Han deler sin tid mellem sine to hjem. Det ene i Suffolk, og det andet i det sydlige Frankrig.

## Fodnoter
1. ↑  Amazon.com: Rolling with the Stones: Bill Wyman: Books
2. ↑  Amazon.com: Stone Alone: The Story Of A Rock 'n' Roll Band: Bill Wyman: Books
3. ↑  "Han var 47 år og rockstjerne. Hun var 13 år. Og han bliver stadig hyldet som en halvgud". Berlingske. Berlingske Media. 6. februar 2021. Hentet 7. februar 2021.
4. ↑  Chronicle 1962
5. ↑  Chronicle 1979
6. ↑  Chronicle 1994
7. ↑  Chronicle 1995
8. ↑  Chronicle 1998
9. ↑  www.billwymandetector.com